# Halloween Documents
Gli Halloween Documents (documenti Halloween) sono una serie di memorandum confidenziali di Microsoft a proposito delle strategie relative al software open source e in particolare a Linux. Il primo documento, scritto da un ingegnere Microsoft, Vinod Valloppillil, passò nelle mani di Eric S. Raymond nell'ottobre 1998, che lo pubblicò, commentandolo, sul suo sito internet.
Il documento conteneva riferimenti a un secondo memorandum (i cui autori erano Vinod Valloppillil e Josh Cohen di Microsoft), dedicato specificatamente a Linux che venne anch'esso ottenuto, commentato e pubblicato da Raymond. Microsoft ha da allora confermato la loro autenticità.

## Microsoft confidential
Contrassegnati come Microsoft confidential, identificavano il software open source e in particolare il sistema operativo Linux come la maggiore minaccia al dominio di Microsoft dell'industria del software e suggerivano modi per distruggere il progresso del software open source.
I documenti ammettevano la superiorità di alcuni software open source rispetto ad alcuni prodotti Microsoft e impostavano una strategia per combatterli; furono molto imbarazzanti, perché contraddicevano le dichiarazioni pubbliche fatte a questo proposito. Inoltre, le strategie suggerite furono giudicate molto negativamente: invece di migliorare il prodotto offerto fino a superare la "concorrenza", secondo i documenti la strategia migliore era di impedire ai prodotti concorrenti di funzionare con quelli Microsoft, non per cause tecniche ma in modo specioso. In questo modo i clienti si sarebbero trovati nell'impossibilità di sostituire prodotti Microsoft con equivalenti open source, senza inibire il funzionamento del restante sistema informatico.
Secondo Raymond, i documenti pubblicati misero in tale imbarazzo la società che i suoi portavoce non dissero parola per sei mesi. Dopo la pubblicazione di questi documenti originali, trapelò una serie aggiuntiva di memorandum che fu pubblicata. Essa dimostra la consapevolezza di Microsoft che i concorrenti open source sono una potenziale minaccia alla sua presenza nell'industria software.

## Citazioni
()
()
()
()

## Abbraccia, estendi, estingui
L'ultima strategia è stata descritta da alcuni come Embrace, extend and extinguish (Abbraccia, estendi ed estingui): si proclama ad alta voce di abbracciare uno standard esistente per i propri prodotti, si prosegue estendendo tale standard con nuove funzioni non previste (pertanto, non rispettando lo standard che si diceva di rispettare) in modo che i prodotti concorrenti non funzionino più col nostro, e si utilizza questa differenza per far chiudere i concorrenti per mancanza di clienti. Tale strategia funziona solo operando in condizioni di quasi-monopolio, cosa che per Microsoft è spesso vera.